# Pławno Małe
Pławno Małe (Pławne Małe) – jezioro na Pojezierzu Choszczeńskim, położone w województwie zachodniopomorskim, w powiecie choszczeńskim, w gminie Bierzwnik, o powierzchni 14,34 ha. Maksymalna głębokość jeziora wynosi 6,7 m. Jezioro ma wydłużony kształt o przebiegu równoleżnikowym. Pławno Małe znajduje się ok. 0,3 km na wschód od jeziora Pławno Wielkie i ok. 0,6 km na zachód od wsi Zieleniewo.
Zbiornik znajduje się w zlewni Stobnicy należącej do zlewni rzeki Iny.